# Medal za Podbój Czeczenii i Dagestanu w Latach 1857–59
Medal za Podbój Czeczenii i Dagestanu w Latach 1857–59 (ros. Медаль «За покорение Чечни и Дагестана») – rosyjskie odznaczenie nadawane za udział w latach 1857–1859 w wojnie przeciwko oddziałom górali kaukaskich utworzonym przez imama Szamila.

## Historia
Odznaczenie zostało ustanowione ukazem cara Aleksandra II dla wyróżnienia uczestników walk w latach 1857–1859 przeciwko oddziałom imama Szamila w Czeczenii i Dagestanie.
Medal posiadał jeden stopień.

## Zasady nadawania
Medal nadawany był wszystkim uczestnikom walk w latach 1857–1859 w Czeczenii i Dagestanie.
Medal nadawano generałom, oficerom i żołnierzom uczestniczącym w walkach, jak również ochotnikom, urzędnikom wojskowym i cywilnym, lekarzom i pielęgniarkom, duchownym współdziałającym z wojskami rosyjskimi a także innym obywatelom, którzy współdziałali z wojskami.
Łącznie nadano około 147 tys. tych medali.

## Opis odznaki
Odznaką medalu jest okrągły medal o średnicy 28 mm wykonany ze srebra.
Na awersie medalu znajduje się monogram cara Aleksandra II nad którymi znajdują się carska korona.
Na rewersie w centralnej części znajduje się napis ВЪ – 1857, 1858 – И – 1859 (pol. W 1857, 1858 i 1859), wzdłuż krawędzi wokół medalu napis ЗА ПОКОРЕНІЕ ЧЕЧНИ И ДАГЕСТАНА (pol. Za podbój Czeczeni i Dagestanu).
Medal zawieszony jest na pięciokątnej blaszce pokrytej wstążką, podzieloną na dwie części. Pierwszą część stanowi wstążka orderowa Orderu św. Aleksandra Newskiego a druga część to wstążka orderowa Orderu św. Jerzego.